# Anton Steiner
Anton Steiner detto Jimmy (Lienz, 20 settembre 1958) è un ex sciatore alpino austriaco.

## Biografia

### Carriera sciistica
Sciatore polivalente originario di Prägraten am Großvenediger, in Coppa del Mondo Steiner esordì nel 1975, ottenne il primo piazzamento il 9 gennaio 1976 a Wengen in discesa libera e il primo podio il 17 gennaio successivo a Morzine nella medesima specialità (3º); debuttò ai Giochi olimpici invernali a Innsbruck 1976, dove si classificò 22º nello slalom speciale e non completò la discesa libera, e due anni dopo ai Mondiali di Garmisch-Partenkirchen 1978 si piazzò 14º nello slalom gigante e 4º nello slalom speciale.
Il 21 gennaio 1979 conquistò la prima vittoria in Coppa del Mondo, nella classica combinata dell'Hahnenkamm di Kitzbühel, e l'anno seguente ai XIII Giochi olimpici invernali di Lake Placid 1980 fu 18º nello slalom gigante e 7º nello slalom speciale; ai Mondiali di Schladming 1982 vinse la medaglia di bronzo nella combinata. Il 22 gennaio 1984 si aggiudicò nuovamente la combinata dell'Hahnenkamm e ai successivi XIV Giochi olimpici invernali di Sarajevo 1984 conquistò la medaglia di bronzo nella discesa libera (unica medaglia per l'Austria nello sci alpino in quell'occasione) e non completò lo slalom gigante e lo slalom speciale.
Ai Mondiali di Bormio 1985 non completò la combinata; il 15 marzo 1986 vinse la sua ultima gara in Coppa del Mondo, a Whistler in discesa libera, e ai Mondiali di Crans-Montana 1987 nella medesima specialità fu 14º (suo ultimo piazzamento iridato). In Coppa del Mondo ottenne l'ultimo podio il 9 gennaio 1988 a Val-d'Isère in discesa libera (2º) e l'ultimo piazzamento il 29 gennaio seguente a Schladming nella medesima specialità (7º); si congedo dalle competizioni in occasione dei XV Giochi olimpici invernali di Calgary 1988, dove si classificò 7º nella discesa libera del 15 febbraio.

### Altre attività
Dopo il ritiro si è stabilito a Waidhofen an der Ybbs, dove ha avviato un'azienda di costruzioni stradali.

## Palmarès

### Olimpiadi
- 1 medaglia:
  - 1 bronzo (discesa libera a Sarajevo 1984)

### Mondiali
- 1 medaglia:
  - 1 bronzo (combinata a Schladming 1982)

### Coppa del Mondo
- Miglior piazzamento in classifica generale: 5º nel 1980 e nel 1984
- 17 podi:
  - 5 vittorie (2 in discesa libera, 3 in combinata)
  - 5 secondi posti
  - 7 terzi posti

#### Coppa del Mondo - vittorie
| Data            | Località  | Paese   | Specialità |
| --------------- | --------- | ------- | ---------- |
| 21 gennaio 1979 | Kitzbühel | Austria | KB         |
| 4 marzo 1980    | Chamonix  | Francia | KB         |
| 22 gennaio 1984 | Kitzbühel | Austria | KB         |
| 7 febbraio 1986 | Morzine   | Francia | DH         |
| 15 marzo 1986   | Whistler  | Canada  | DH         |

Legenda:

DH = discesa libera

KB = combinata

### Coppa Europa
- 4 podi:
  -  1 vittoria[senza fonte]

#### Coppa Europa - vittorie
| Stagione  | Località | Paese      | Specialità |
| --------- | -------- | ---------- | ---------- |
| 1981-1982 | Sarajevo | Jugoslavia | SL         |

Legenda:

SL = slalom speciale

### Campionati austriaci
- 6 medaglie[2]:
  - 3 ori (combinata nel 1976; slalom speciale, combinata nel 1982)
  - 2 argenti (slalom gigante nel 1976; slalom gigante nel 1978)
  - 1 bronzo (slalom speciale nel 1979)